# Драголюб Николич
Драголюб Николич (на сръбски: Драгољуб Николић или Dragoljub Nikolić) е сръбски офицер, революционер, деец на сръбската въоръжена пропаганда.

## Биография
Роден е в 1878 година в Белград, Сърбия, в семейството на емигранти от Прилепско. Скоро се преселват отново във Върнячка баня, където Драголюб завършава основно училище и шести гимназиален клас, а по-късно и ниската школа на Военната академия. С Присъединява се към четническата акция в Стара Сърбия и Македония. С войводата Раде Радивоевич повежда четата от Македония към Косово през юли 1907 година. Четата е открита от турска войска и местни албанци край село Пасяне и след сражението на 30 юни/14 юли се спасяват само трима четници.